# Щатилм
Щадтилм (на немски: Stadtilm) е малък град в Тюрингия, Германия, с 4801 жители (към 31 декември 2014). Намира се на река Илм и на ок. 30 km южно от Ерфурт.